# シャコー帽
シャコー帽（シャコーぼう　Shako）は目庇のある、高い円筒形の帽子である。前面に大型の金属製徽章と、上部に羽の前立が付されることが通常である。
18世紀のハンガリーの騎兵の帽子に由来する。革製が多く、重い割には頭部を保護する実用性に欠けるため、ケピ帽に取って代わられて廃れた。日本陸軍でも明治半ばまで下士・兵卒の帽子として採用していた（日本陸軍の軍服）。
現代軍隊では、シャコー帽は通常勤務服に用いられることはなく、米陸軍士官学校や韓国陸軍士官学校生徒など一部の国の士官候補生、フランス共和国親衛隊歩兵部隊など一部の近衛兵、軍楽隊などの儀礼服で用いられる。民間ではマーチングバンドの服装として用いられる場合がある。

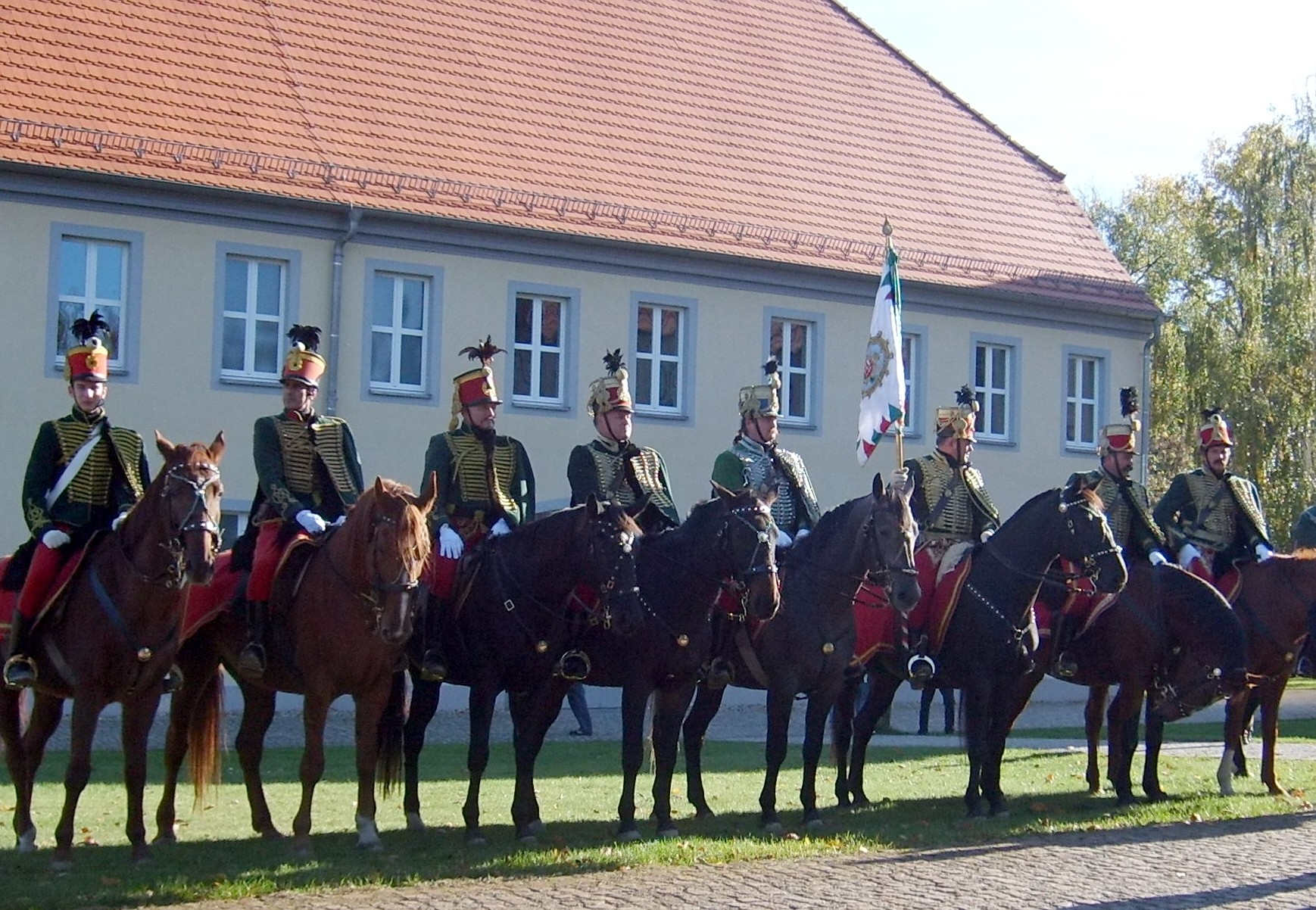
ハンガリー陸軍の騎兵（2007年）
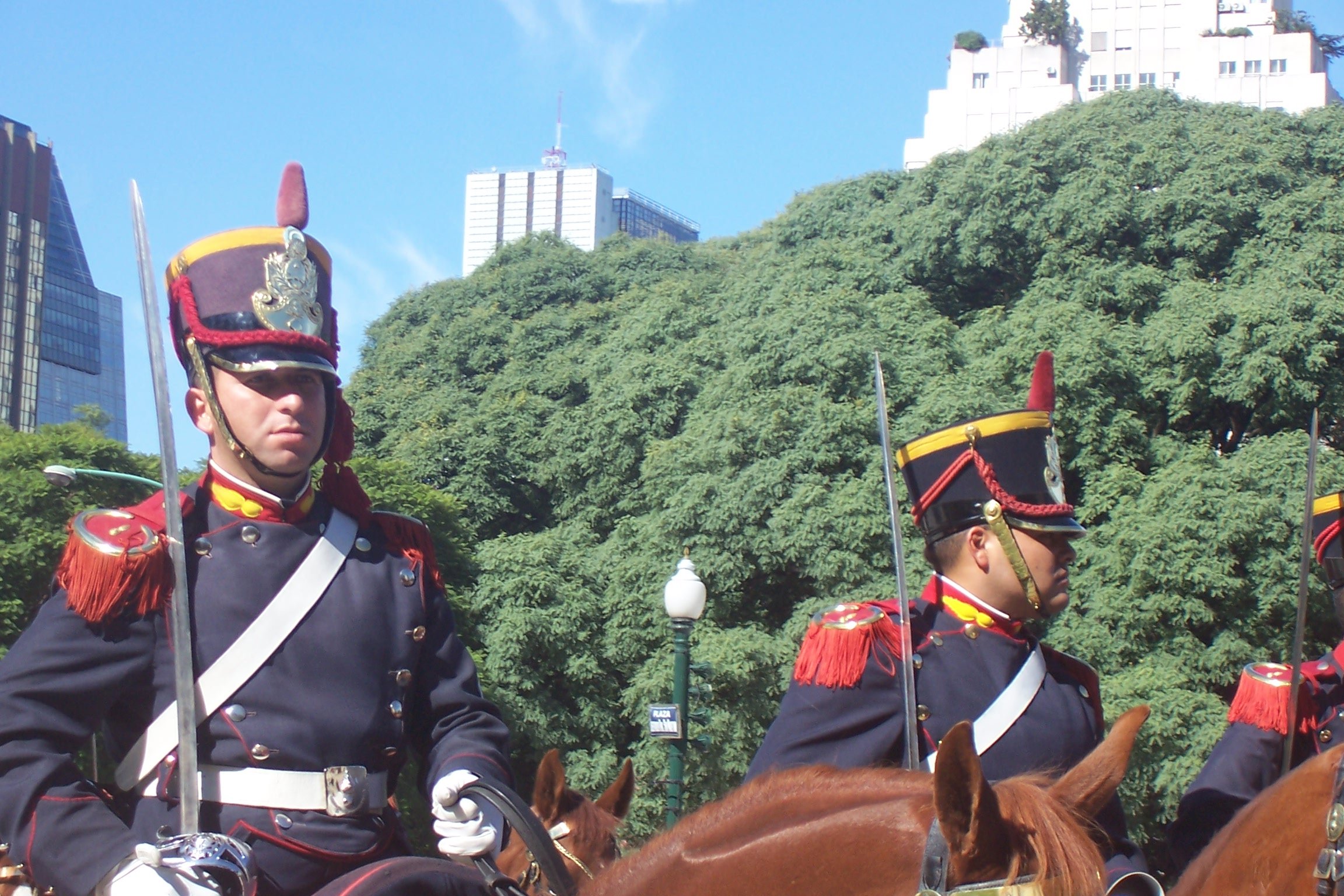
アルゼンチン軍の騎馬儀仗隊
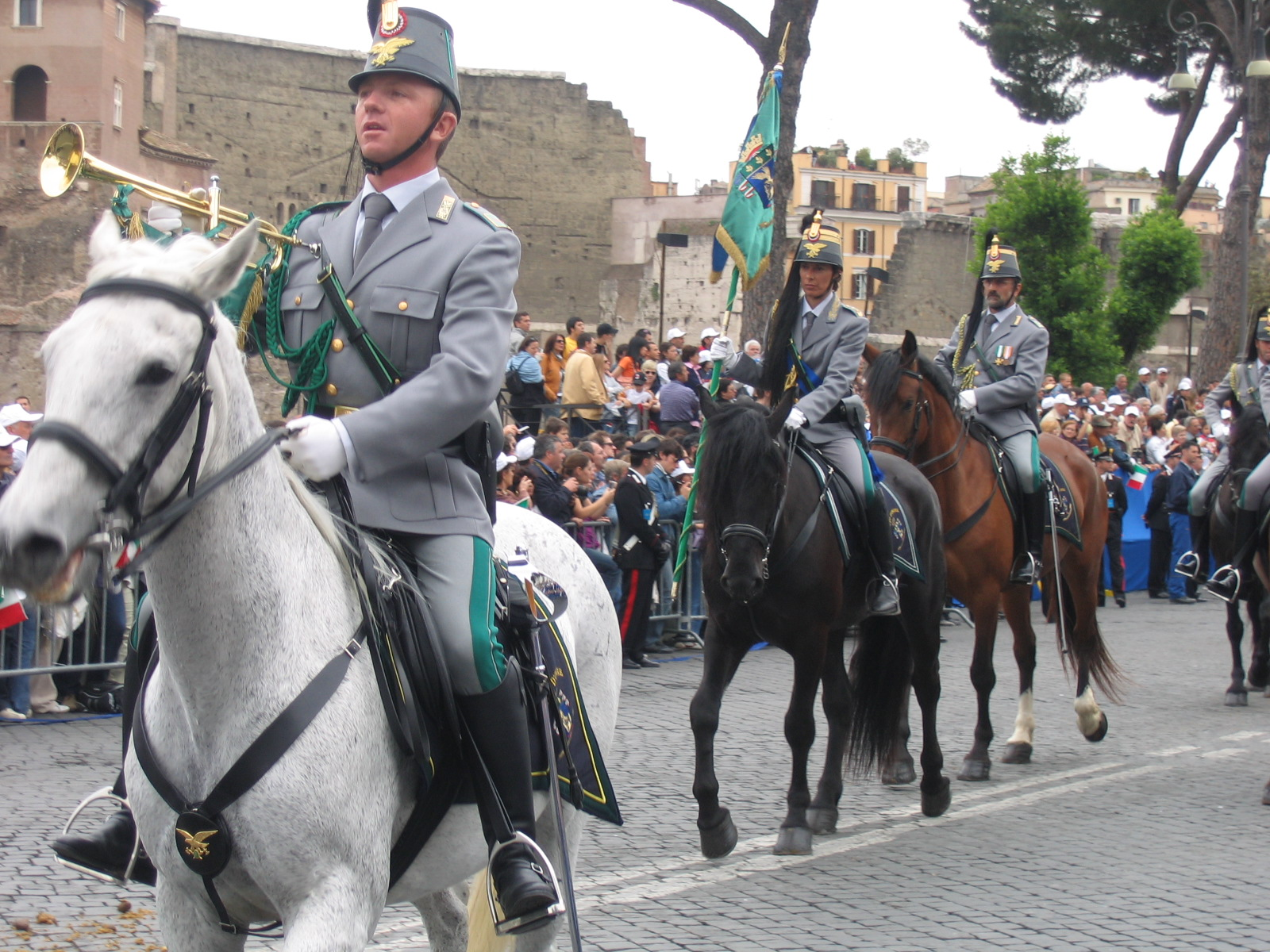
イタリアの国家森林警備隊
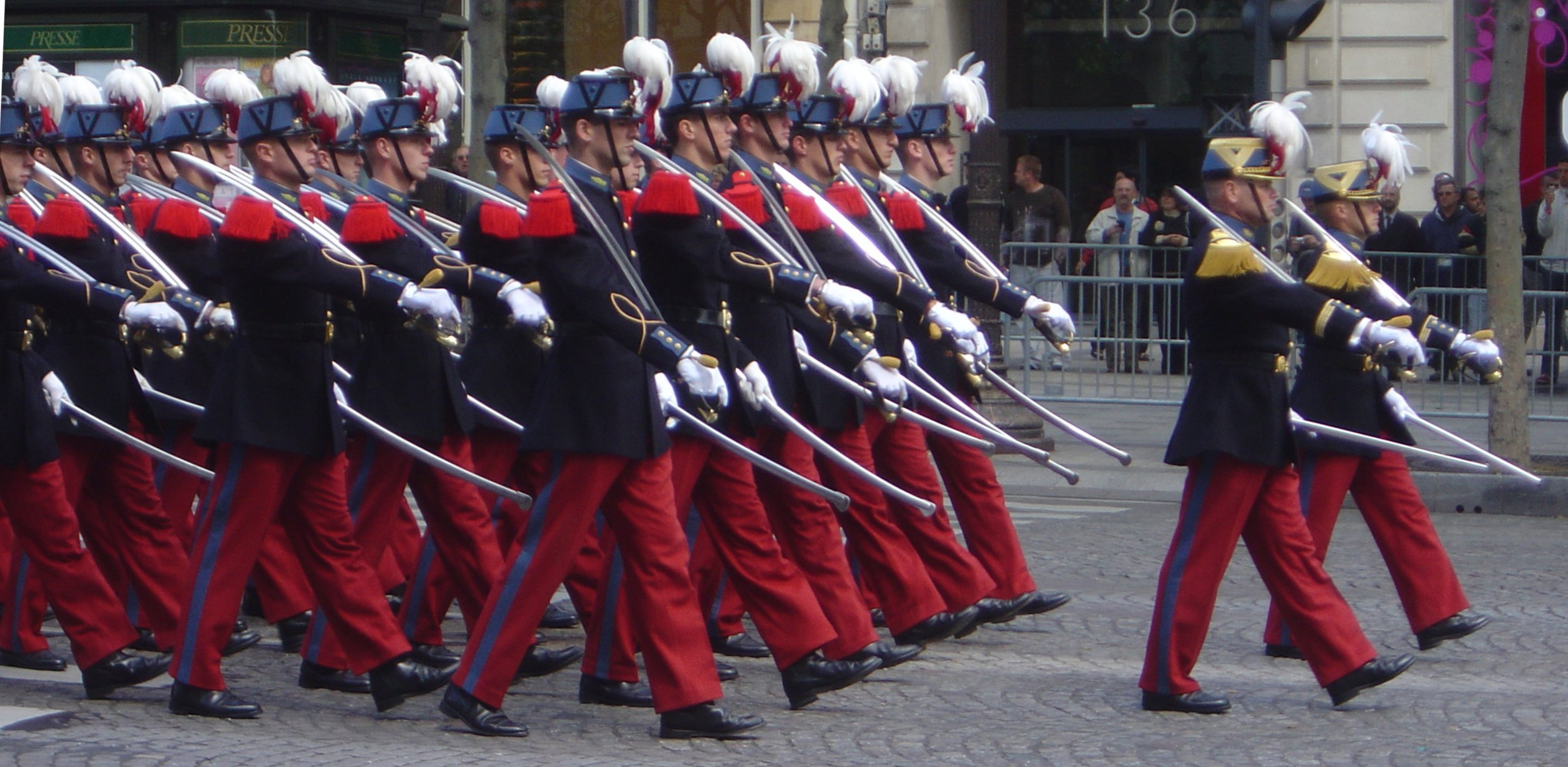
フランス軍学生による分列行進。
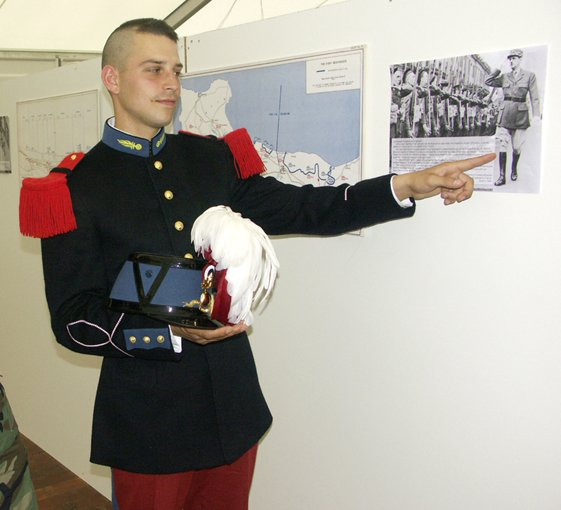
フランス軍学生。右手にシャコー帽を持っている。
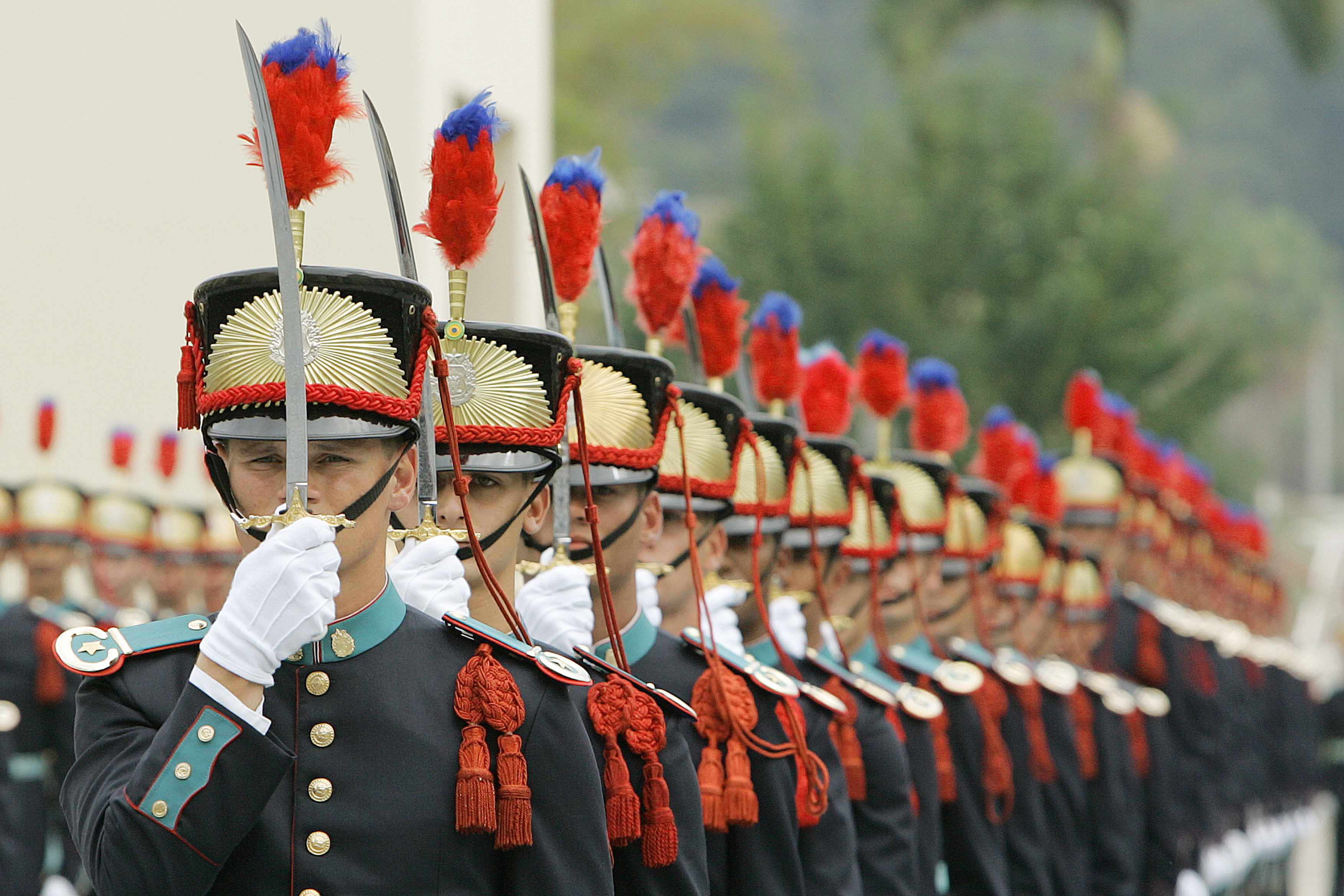
ブラジルのアグーリャス・ネグラス軍事学校の学生
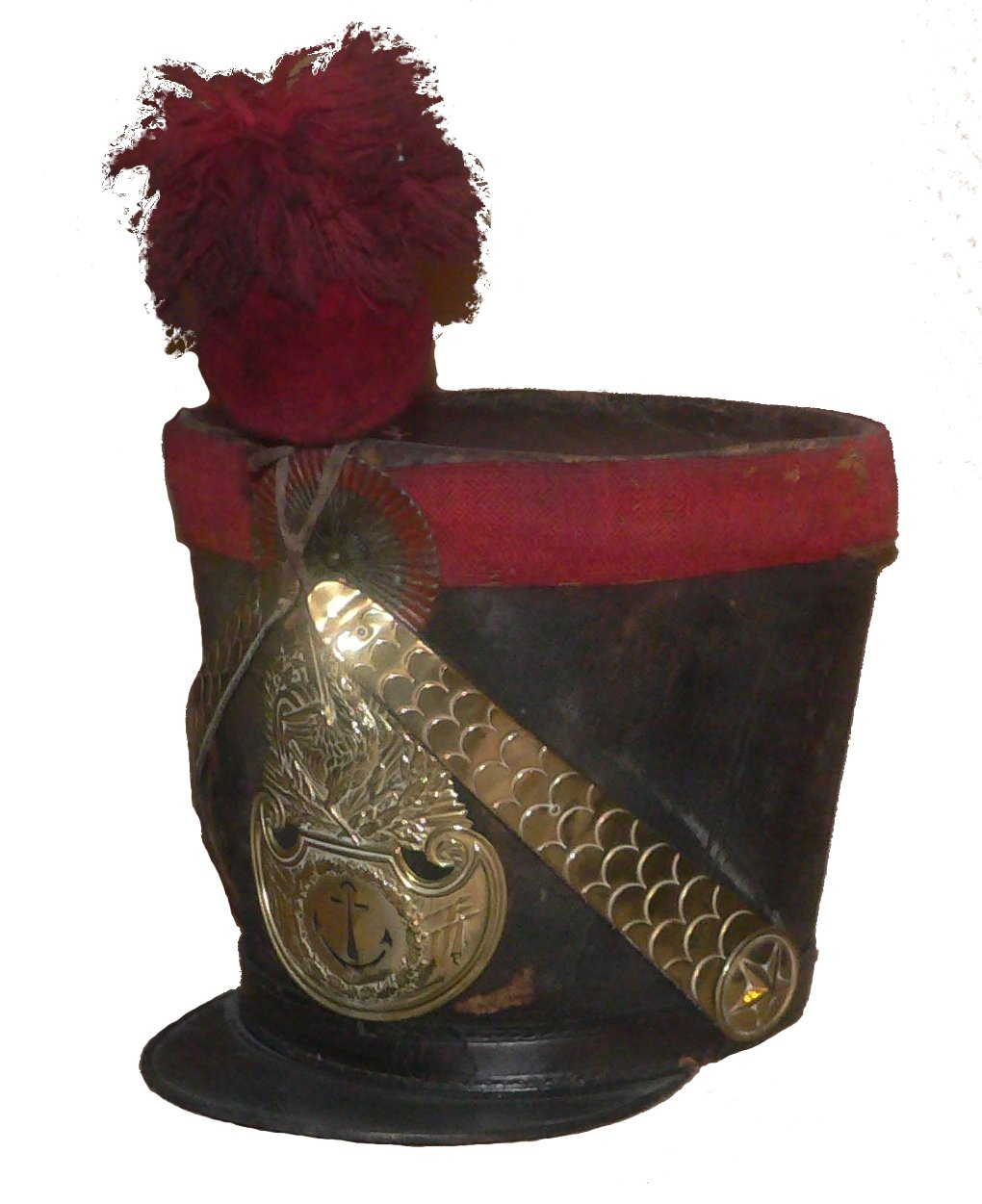
19世紀のフランス海軍のシャコー帽。
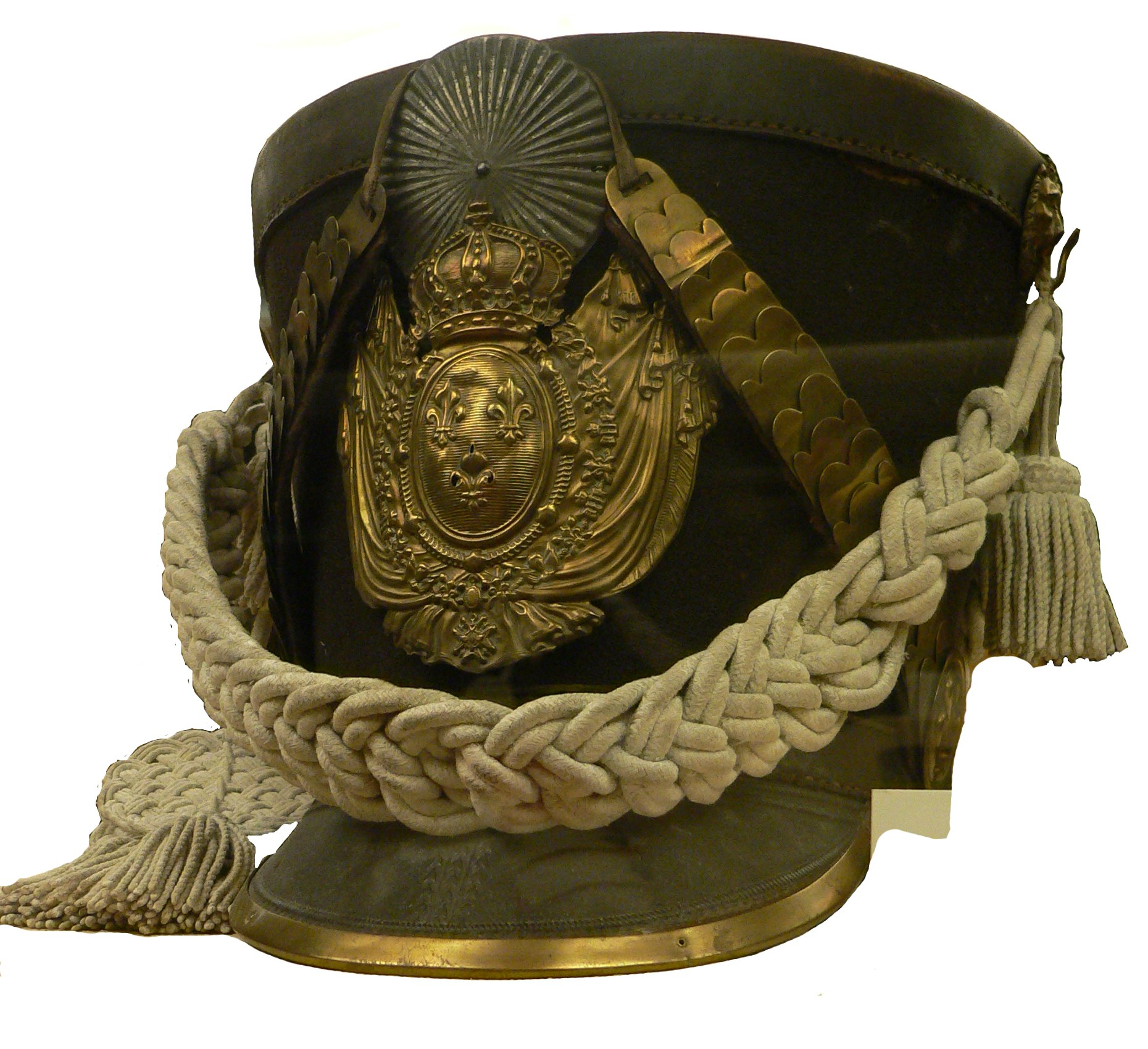
かつてのフランス軍のシャコー帽。
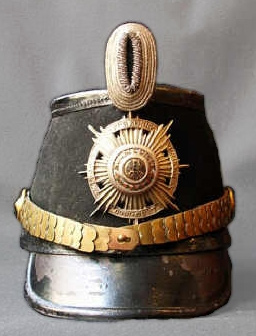
プロイセン軍近衛兵のシャコー帽。
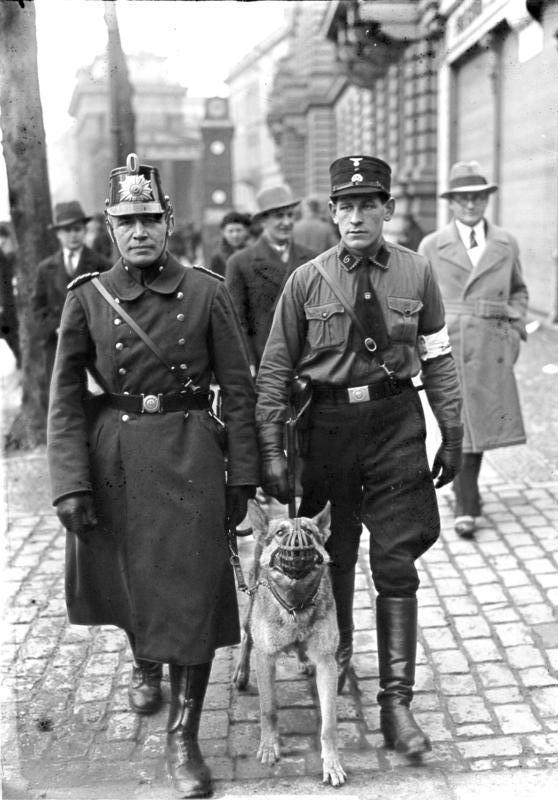
左はベルリン警察の警察官。右の黒いケピ帽をかぶっているのは、ナチス親衛隊（SS）の隊員（1933年3月5日）。
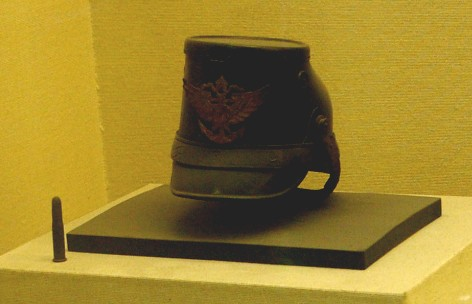
第一次世界大戦当時のドイツ軍外地軍のシャコー帽。
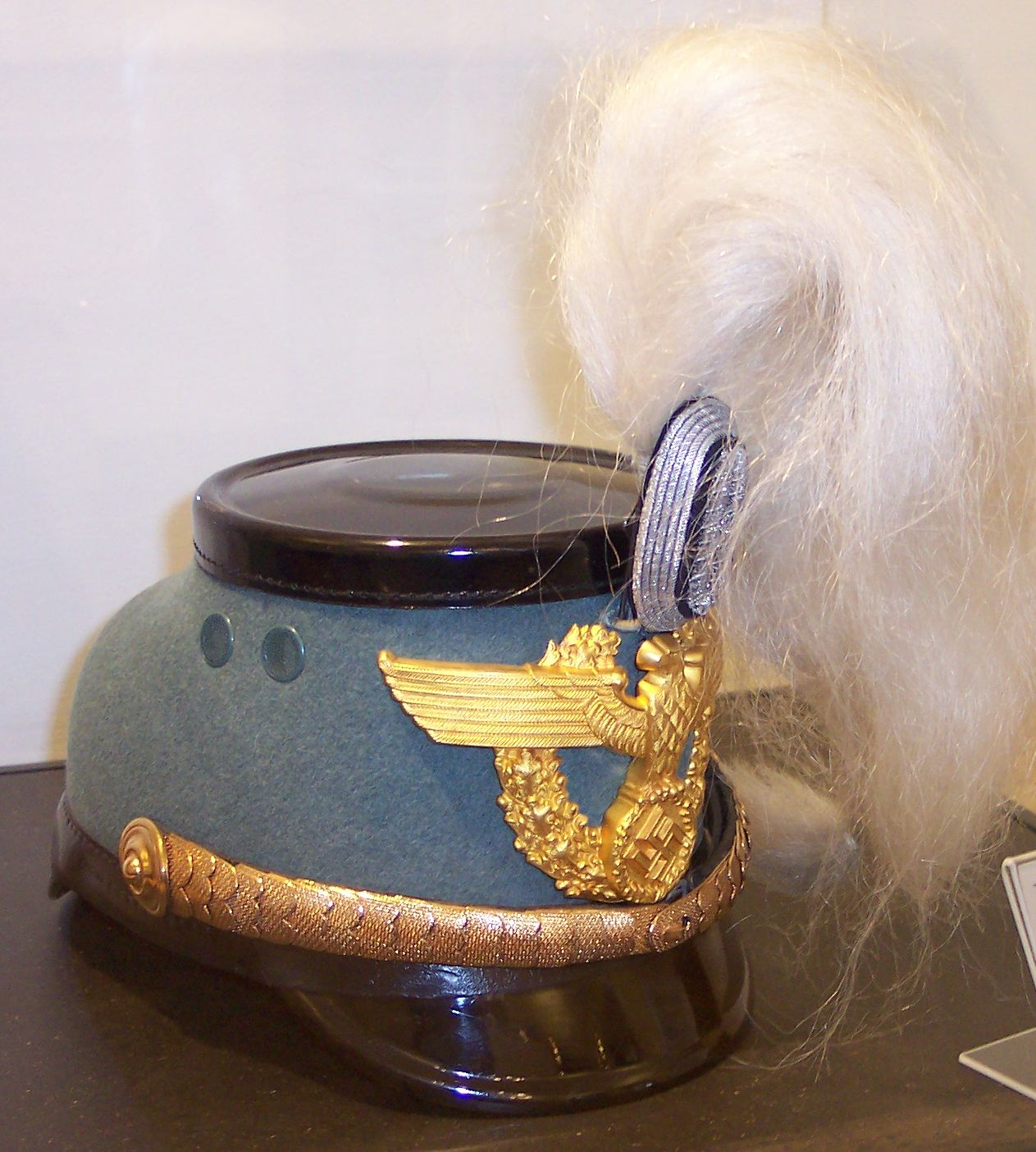
ナチス・ドイツの警察大将（Polizeigeneral）用シャコー帽。
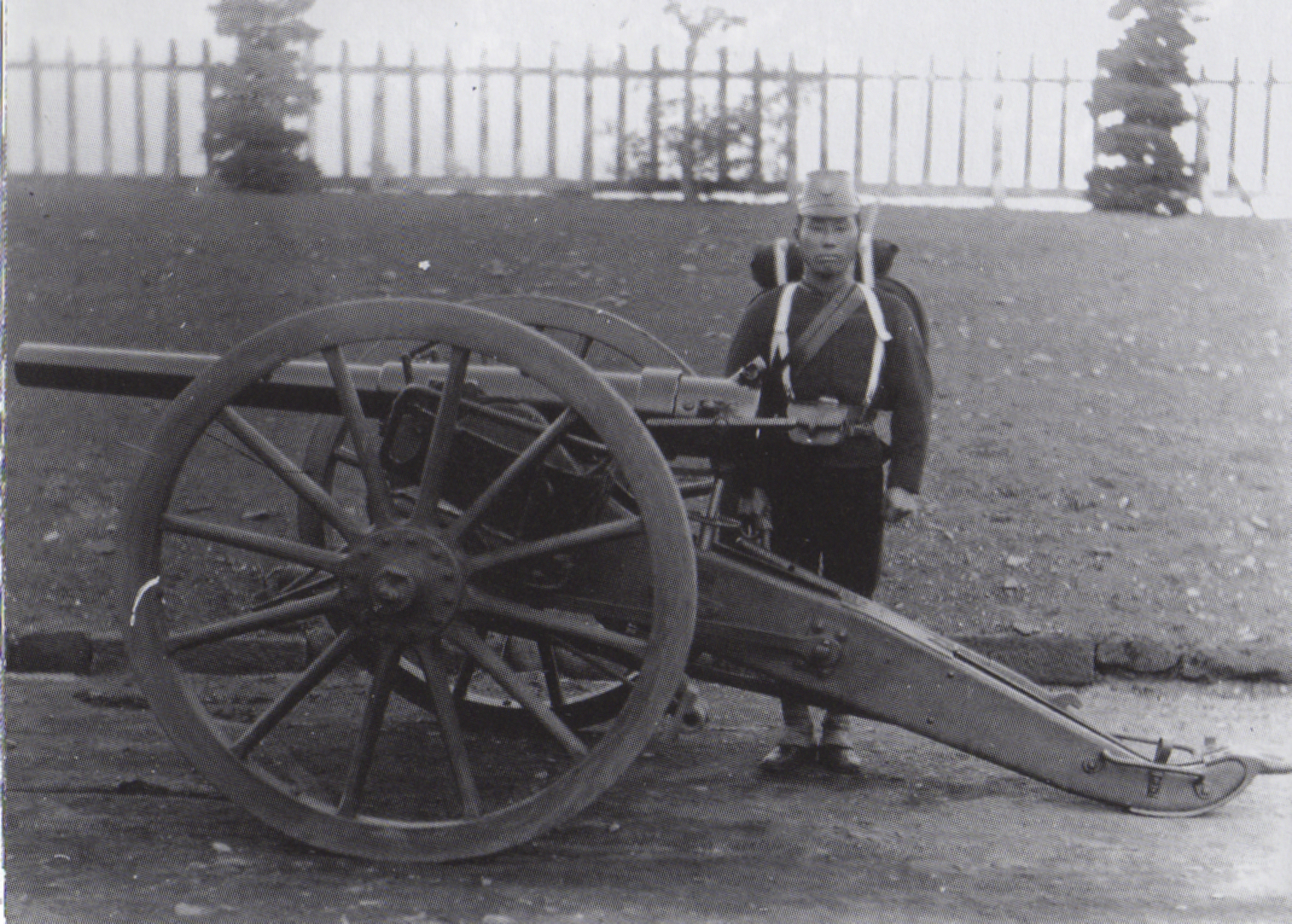
1882年（明治15年）当時の日本陸軍砲兵下士卒の軍装における使用例